# 小行星7451
小行星7451（英語：7451 Verbitskaya）是一颗围绕太阳公转的小行星。1978年8月8日，尼古拉·切爾尼赫在克里米亚发现了此天体。
这颗小行星的绝对星等为198.65761等。